# Mattiana
Mattiana (łac. Diocesis Mattianensis) – stolica historycznej diecezji we Cesarstwie rzymskim w prowincji Afryka Prokonsularna, sufragania metropolii Kartagina. Współcześnie w Tunezji. Obecnie katolickie biskupstwo tytularne.

## Biskupi tytularni
| Lp. | Biskup                       | Funkcja                                | Od               | Do                |
| --- | ---------------------------- | -------------------------------------- | ---------------- | ----------------- |
| 1   | Franz-Josef Bode             | biskup pomocniczy Paderborn (Niemcy)   | 5 czerwca 1991   | 12 września 1995  |
| 2   | Đuro Gašparović              | biskup pomocniczy Djakova (Chorwacja)  | 5 lipca 1996     | 18 czerwca 2008   |
| 3   | Edmar Peron                  | biskup pomocniczy São Paulo (Brazylia) | 30 grudnia 2009  | 25 listopada 2015 |
| 4   | Carlos Alberto Salcedo Ojeda | biskup pomocniczy Huancayo (Peru)      | 30 stycznia 2016 | 21 maja 2021      |